# Delhi Belly
Pour plus de détails, voir Fiche technique et Distribution.
Delhi Belly est un film indien de Bollywood, réalisé par Abhinay Deo, produit par Aamir Khan en association avec UTV Motion Pictures et sorti en 2011.
Il raconte les mésaventures de trois jeunes Delhiites, interprétés par Imran Khan, Vir Das (en) et Kunaal Roy Kapur, qui sont confrontés malgré eux à la mafia de la ville. La liberté de ton du film, tant dans le langage que dans le comportement des protagonistes, en font un film atypique pour Bollywood ce qui lui a valu de faire les gros titres de la presse indienne.

## Synopsis
Tashi, Nitin et Arup sont trois jeunes habitants de Delhi qui partagent le même appartement. Alors que Tashi doute que sa fiancée soit la femme de sa vie, Arun doit faire face à une rupture sentimentale et un patron qui lui pourrit la vie tandis que Nitin est en proie à des ennuis gastriques consécutifs à sa goinfrerie, d'où le titre du film, « delhi belly » signifiant tourista. Mais tout ceci n'est rien comparé aux problèmes que génère leur interférence involontaire dans les trafics de la mafia locale.

## Fiche technique
- Titre : Delhi Belly
- Titre original en hindi : दिल्ली बेली
- Réalisateur : Abhinay Deo
- Scénario : Akshat Verma
- Musique : Ram Sampat
- Paroliers : Amitabh Bhattacharya, Akshat Verma, Munna Dhiman, Ram Sampat et Chetan Shashital
- Chorégraphie : Farah Khan
- Direction artistique : Sudhir Trivedi
- Photographie : Jason West
- Montage : Huzefa Lokhandwala et Paul A. Byrne
- Production : Kiran Rao, Aamir Khan Productions et UTV Motion Pictures
- Langue : anglais et hindi
- Pays d'origine : Inde
- Date de sortie : 1er juillet 2011
- Format : Couleurs
- Genre : comédie
- Durée : 103 min

## Distribution
- Imran Khan : Tashi
- Kunaal Roy Kapur : Nitin
- Vir Das (en) : Arup
- Poorna Jagannathan : Radhika
- Shenaz Treasurywala : Soniya
- Vijay Raaz : Cow boy
- Kim Bodnia : Vladimir Dragunsky
- Aamir Khan : Participation exceptionnelle

## Commentaire
Ranbir Kapoor et Chitrangada Singh ont été approchés pour tenir le premier rôle, mais après qu'ils eurent refusé, Aamir Khan décide d'engager son neveu Imran Khan après le succès de son premier film, Jaane Tu Ya Jaane Na. Abhinay Deo indique que « le film Delhi Belly a une distribution d'ensemble. Ce n'est pas un film autour d'Imran Khan. Il n'est qu'un des protagonistes. Il y en a d'autres dont les rôles sont aussi importants. Il y a Kunaal Roy Kapoor, Vir Das et Poorna Jagannathan, une actrice indienne de Los Angeles ». 
Le tournage commence en août 2008, cependant le film ne sort que deux ans plus tard, Aamir Khan n'étant pas satisfait du montage.